# Ingo Schultz
Ingo Schultz (Lingen, 26 luglio 1975) è un ex velocista tedesco, specializzato nei 400 metri piani, argento mondiale su questa gara a Edmonton 2001 e campione europeo a Monaco di Baviera 2002.
Ha partecipato ai Giochi olimpici di Atene 2004.

## Biografia
Argento con la staffetta 4×400 metri tedesca ai Campionati europei di atletica leggera indoor 2000 a Gand, nel Belgio. 2º in Coppa del mondo a Madrid, sempre nel 2002, nella gara individuale.

## Palmarès
| Anno | Manifestazione | Sede     | Evento      | Risultato | Prestazione | Note                          |
| ---- | -------------- | -------- | ----------- | --------- | ----------- | ----------------------------- |
| 2001 | Mondiali       | Edmonton | 400 m piani | Argento   | 44"76       | Miglior prestazione personale |
| 2002 | Europei        | Monaco   | 400 m piani | Oro       | 45"14       |                               |
| 2007 | Mondiali       | Osaka    | 4×400 m     | 8º        | 3'07"40     |                               |

## Altre competizioni internazionali
2002
- Coppa Europa di atletica leggera ( Annecy)

2004
- Coppa Europa di atletica leggera ( Bydgoszcz)